# Географія Європи

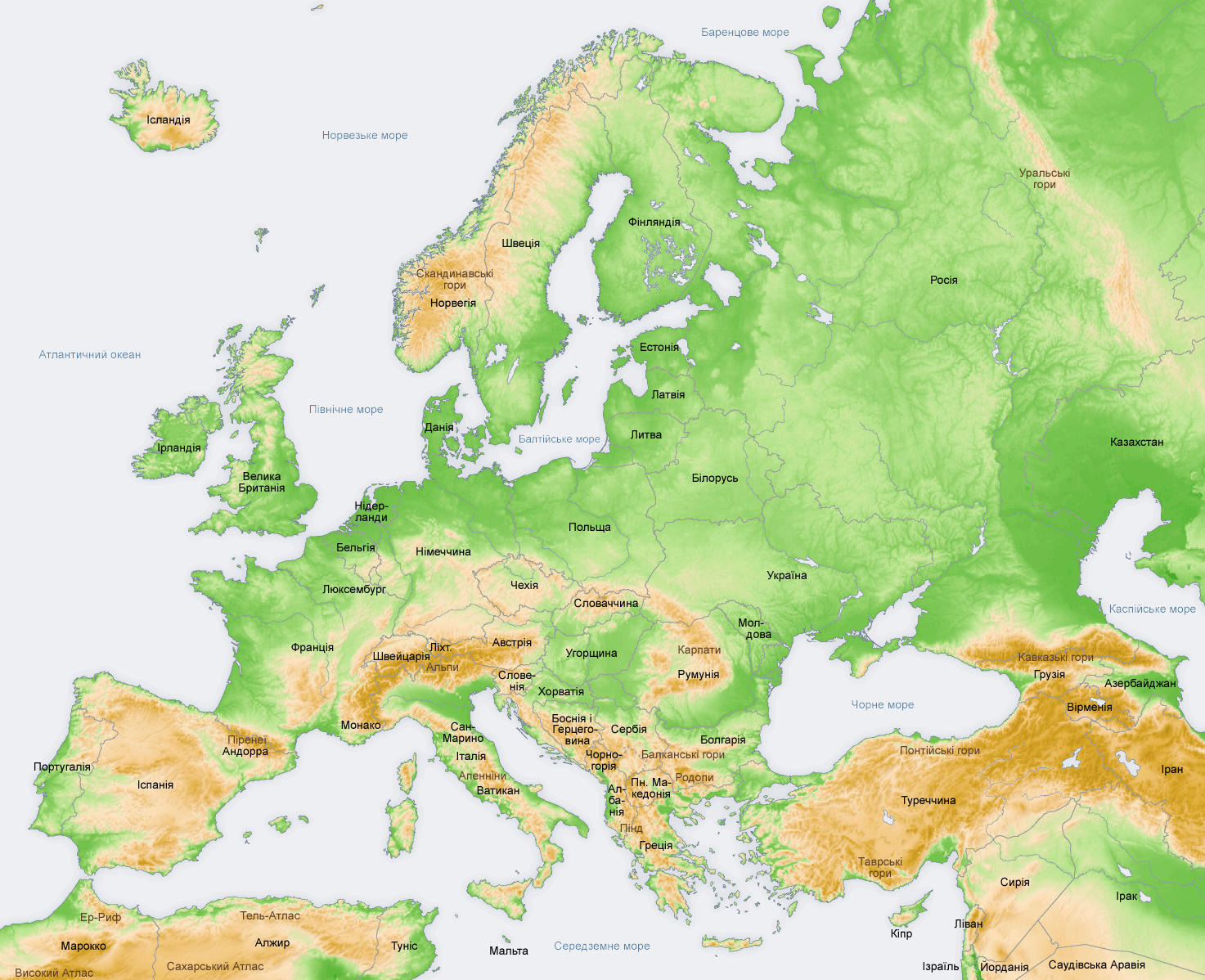
Фізична карта Європи

Географія Європи

## Загальні відомості
На півночі Європа омивається Північним Льодовитим океаном і його морями — Карським, Баренцовим, Білим, Норвезьким, на заході і півдні — Атлантичним океаном і його морями — Балтійським, Північним, Ірландським, Середземним, Мармуровим, Чорним, Азовським; на сході та південному сході кордон з Азією найчастіше проводиться по східному підніжжю Уралу, по річці Емба до Каспійського моря, річок Кума і Манич до гирла Дону. Крайні материкові точки Європи: на півночі — мис Нордкін, 71° 08' пн. ш., на півдні — мис Мароккі, 36° пн. ш., на заході — мис Рока, 9° 34' зх. д., на сході — східне підніжжя Полярного Уралу біля Байдарацької губи, 67° 20' сх. д. До Європи відносяться острови й архіпелаги, найбільшими з яких є: Нова Земля, Земля Франца-Йосипа (мис Флігелі на острові Рудольфа — найпівнічніша точка Європи, 81° 49' пн. ш.), Шпіцберген, Ісландія, Британські, Зеландія, Балеарські, Корсика, Сардинія, Сицилія, Крит.
У зазначених межах площа Європи разом з островами — близько 10 млн км²; площа островів — близько 730 тис. км². В Європі прийнято виділяти три великі частини: Східну, Західну і Центральну Європу.

## Берегова лінія
Серед інших частин світу Європа виділяється найбільшою розчленованістю берегової лінії: на 1 км її довжини припадає близько 246 км² території. Загальна довжина берегової лінії — близько 38 тис. км. Максимальна відстань внутрішніх районів Європи від моря 1600 км. Близько 25 % площі Європи припадає на півострови: Канін, Кольський, Скандинавський, Ютландія, Бретань, Піренейський, Апеннінський, Балканський, Кримський. Переважають вирівняні акумулятивні й абразійні береги, що формуються переважно хвильовими процесами моря: східні береги Білого і південно-східні береги Баренцового морів, південного берега Балтійського моря, західного берега Північного моря, східного берега Біскайської затоки, велика частина берегів Середземного і Чорного морів. Південні і південно-східні береги Північного моря, окремі ділянки південних берегів Баренцового моря відносяться до ватного (маршового) типу, що формується в умовах низького узбережжя під впливом припливно-відпливних рухів моря.
В інших районах переважають відносно високі, сильно розчленовані тектонічні береги: скидні береги Кольського півострова, складчасті береги на півночі Піренейського півострова, місцями оброблені стародавніми льодовиками (Фіордові і шхерні береги Норвезького моря, північної частини Балтійського моря, узбережжя Шотландії й Ісландії) або змінені під впливом морської інгресії (ріалові береги півостровів Бретань, Уельс, західної Ірландії, північний захід Піренейського півострова; далматинські береги на заході Балканського півострова).

## Основні риси орографії
За середньою (близько 300 м) і максимальною (4807 м, г. Монблан в Альпах) висотами Європа поступається іншим частинам світу, крім Австралії. Близько 60 % поверхні Європи знаходиться на висоті менше 200 м (частково нижче рівня моря: узбережжя Каспійського моря — 28 м, деякі райони узбережжя Північного і Балтійського морів), 24 % — від 200 до 500 м, 10 % — від 500 до 1000 м, 6 % — понад 1000 м (у тому числі 1,5 % — вище 2000 м). Такий розподіл висот поверхні відображає панування в Європі рівнинного рельєфу. Майже всю Східну Європу і північну частину Середньої Європи займають Східноєвропейська (Російська) рівнина і її продовження на захід — Середньоєвропейська рівнина; значні площі займають рівнини у Фенноскандії. В інших районах рівнини украплені між горами (Середньодунайська, Нижньодунайська тощо). На крайньому сході простягаються гори Урал, на північному заході — Скандинавські гори.
Смуга невеликих за площею і висотою гір охоплює південну частину Середньої Європи: Центральний французький масив, Воґези, Шварцвальд, Рейнські Сланцеві гори тощо. З півдня ця смуга обрамлена найвищими горами Європи — Альпами, а також Карпатами. Гірський рельєф переважає у Південній Європі: Піренеї, Андалузькі гори, Апеннінські гори, Стара Планина, Динарські гори, Родопи, Пінд та інші.

## Геологічна будова і корисні копалини
Європа відрізняється великою складністю і високим ступенем вивченості геологічної будови. Великі простори розташовані в межах Східноєвропейської (Російської), або Європейської, платформи, що має складчастий фундамент докембрійського віку. На сході, у межах Російської плити, де він глибоко занурений, і в східній частині Балтійського щита, де він виступає на поверхню. На заході (південь Скандинавії, Данія і Велика Британія) широко розвинуті пізньопротерозойські метаморфічні породи. Після консолідації фундаменту протягом останніх 1200—1600 млн років окремі частини платформи тривалий час занурювалися, покриваючись морями і лагунами. На північ від Східноєвропейської платформи, займаючи північний шельф материка (від Землі Франца-Йосипа до Печорської низовини), простягається докембрійська платформа Баренцевого моря. Схожа на неї платформа (Еріа) утворює край шельфу на північ від Британських островів.
Ісландія та о.Ян-Майєн являють собою неоднорідні вулканічні підняття, що виникли у кайнозої над північною частиною Серединно-Атлантичного хребта.
Гірські споруди півдня Європи (Андалузькі гори, Апенніни, Альпи, Карпати, гори Балканського півострова, Криму та ін.) належать до Альпійської геосинклінальної (складчастої) області. У межах Альпійської складчастої області виникли своєрідні западини, що характеризуються близьким до океанічного типом будови земної кори (частково западина південного Каспію, Чорноморська, Тірренська та ін.). Згідно з даними геофізичних досліджень у них сильно скорочений (або повністю відсутній) «гранітний» шар і земна кора в цілому має товщину близько 20-30 км.

### Корисні копалини
До палеозойських і мезозойських відкладів платформи відносять нафтові і газові родовища (Волго-Уральська нафтогазоносна область, Прикаспійська область, Дніпровсько-Донецький авлакоген, родовища Польщі, ФРН, Нідерландів, Великої Британії, Паризького й Аквитанського басейнів, підводні родовища Північного моря); ряд родовищ нафти належить до неогенових відкладів передгірних і міжгірних прогинів Альпійської (Румунія, Югославія, Угорщина, Болгарія, Італія та ін.). Розробляються родовища кам'яного і бурого вугілля: в Україні — Донецький, Львівсько-Волинський, у Росії — Підмосковний, Печорський басейни; у Західній Європі — Верхньосілезький (у Польщі), басейни у ФРН (Рурський, Ахенський, Саарський), Бельгії, Великої Британії (Уельський, Ньюкаслський та інші).
Значні поклади залізних руд розробляються в Україні і Росії на Уралі та Кольському півострові, у Воронезькій і Курській областях), у Західній Європі велике значення мають родовища Швеції, а також юрські осадові оолітові руди (Лотарингійський басейн у Франції і Люксембурзі). Велике родовище марганцевих руд розташоване у районі Нікополя. Родовища бокситів є на Уралі та в інших районах Східноєвропейської платформи, в Угорщині, Франції, Югославії, Італії, Греції. Руди кольорових металів (міді, нікелю, кобальту, свинцю, срібла й ін.) поширені в основному у поясі герцинід (у ФРН, Іспанії, Югославії, Болгарії, у Верхньосілезькому басейні Польщі). Родовища кам'яної і калійної солей поширені серед девонських і пермських відкладів України, Білорусі, Прикаспію і Передуралля. Багаті родовища апатито-нефелінових руд розробляються на Кольському півострові. Великі соленосні родовища пермського і тріасового віку розташовані на територіях Данії, ФРН і Польщі. Велике значення мають родовища калійних солей у ФРН, Франції.

## Походження і розвиток рельєфу
Перевага у європейських платформних структурах виявляється у поширенні рівнинних типів рельєфу, особливо характерних для Східної Європи. Окремі височини, кряжі (Смоланд, Суоменселькя, Манселькя, Західно-Карельська, Вітряний Пояс, Кейви), низькогір'я і середньогір'я (Ловозерські тундри, Хібіни) відповідають зонам найбільших тектонічних підняттів або виходам дуже щільних порід. При загальній рівній поверхні і невеликій середній висоті (близько 170 м) характерне сполучення височин висотою до 300—400 м (Середньоросійська, Валдайська, Приволзька, Верхньокамська, Бугульмінсько-Белебеївська, Північні Ували) і низовин (Оксько-Донська рівнина, Причорноморська, Печорська, Прикаспійська низовини, низинне Заволжя, Середньоєвропейська рівнина та ін.), що відображає тектонічну неоднорідність фундаменту платформи, різну спрямованість і розмах неотектонічних рухів. Ступінь виразності льодовикових форм зменшується в цілому при просуванні на південь, до меж максимального (дніпровського) заледеніння.
Особливо добре зберігся льодовиковий рельєф у районах останнього (валдайського) заледеніння. Для них характерні свіжі морені пасма (Балтійське, пасма Валдайської височини та ін.), пагорби основної морени, озерно-льодовикові низини.
Різноманітним рельєфом відрізняється Альпійська геосинклінальна складчаста область, для гірського рельєфу якої характерні складчасті альпійські середньовисотні і високі лінійно витягнуті або дугоподібно вигнуті хребти з чітко вираженими вододільними гребенями, добре розвинутими схилами і передгір'ями. Найвищими з них є Альпи, орографічним продовженням яких на північному заході служить Юра, на північному сході — Карпати, що переходять потім у Стару Планину, на південному сході — Динарські гори і Пінд, гори півострова Пелопоннес і о. Крит, на півдні — Апеннінські гори; до цього ж типу відносяться Піренеї, Андалузькі, а також Кримські гори. У формуванні рельєфу згаданих гір значну роль відіграли водна ерозія, карстові й інші процеси, а у формуванні найвищих гір — кількаразове плейстоценове і (в Альпах) сучасне заледеніння. Карстові форми найтиповіші для вапнякових районів Альп, Юри, Динарських та Кримських гір.
Другим характерним типом гір області є брилові середньовисотні і низькі хребти і нагір'я, що відносяться до серединних масивів палеозойського віку, вони мають вирівняну верхову поверхню, густу тектонічну розчленованість, круті схили (Родопи, Рила, гори Македонії і східної Греції, Калабрійські Апенніни, велика частина гір Корсики і Сардинії, Центральна Кордильєра Піренейського півострова, Кантабрійські гори та інші). Значні території зайняті пластовими й акумулятивними рівнинами і плато міжгірних і передгірних прогинів з домінуванням форм водної ерозії та акумуляції (Середньодунайська, Нижньодунайська, Паданська, Андалузька, Португальська рівнини, плато Нової і Старої Кастилії) або карстового рельєфу (плато Карст, Добруджа). Своєрідним рельєфом відрізняється Ісландія, де представлена серія різновисоких базальтових плато з насадженими на них куполами і конусами погаслих і діючих вулканів, нерідко похованих під льодовиками; поширені форми льодовикового рельєфу.

## Клімат
Географічне положення визначає панування в Європі помірного клімату, а наявність над нею західного переносу повітря з Атлантичного океану призводить до переваги морських і перехідних від морських до континентальних типів клімату. Середні річні величини радіаційного балансу скрізь позитивні і збільшуються з півночі на південь: на островах Арктики вони становлять близько 10, біля 50-ї паралелі близько 40, у південних районах Європи до 250—290 кдж/см² (60-70 ккал/см²). У січні вся Європа, крім Середземномор'я і більшої частини Франції, має радіаційний баланс від −17 до −4,2 кдж/см² (від −4 до −1 ккал/см²); у липні розходження між північними і південними районами стираються внаслідок збільшення тривалості дня при просуванні на північ, і радіаційний баланс майже по всій Європі близько 34 кдж/см² (8 ккал/см²). Переміщення повітряних мас у системі загальної циркуляції атмосфери призводять до істотного територіального перерозподілу тепла, особливо взимку.
Роль західного переносу, що утеплює, посилюваного Північноатлантичною течією, виявляється у відхиленні ізотерм зимових місяців від широтного напрямку і в значному перевищенні середніх температур зимових місяців на більшій частині Європи над середніми широтними температурами: позитивна аномалія температур січня на Новій Землі, Кольському півострові, Шпіцбергені, Британських островах становить від 8 до 18 °С, а на заході Скандинавії і в Ісландії від 18 до 24 °С.
Радіаційні і циркуляційні фактори формування клімату Європи мають добре виражену сезонну зміну. У зимовий сезон найнижчий атмосферний тиск припадає на північ Атлантики, де розташована Ісландська депресія. Звідси тиск збільшується на схід і південний схід аж до Прикаспію і півдня Уралу, куди заходить відріг Азійського антициклону. Над західною частиною Середземномор'я, що знаходиться у зоні впливу Азорського антициклону, досить інтенсивний західний перенос. У його системі циклони, що виникають на атмосферних фронтах, переміщуються із заходу на схід, відхиляючи до більш високих широт. Майже над всією Європою переважають полярні повітряні маси; прориви арктичних повітряних мас із півночі можуть досягати Альп, Балканського півострова і Криму; у Середземномор'ї полярне повітря іноді змінюється тропічним. Найвищі середні місячні температури січня — у Середземномор'ї, від 10 до 12 °С, а також у приокеанічних районах Європи, де ізотерма 0 °С доходить до 70° пн. ш.
Найнижчі середні місячні температури — у північно-східних районах Європи, до −20 °С у басейні р. Печори (тут зафіксований абсолютний мінімум температури в Європі −52 °С) і до −24 °С на Землі Франца-Йосипа. В цілому у Західній Європі зима м'яка, у Східній — морозна, зі стійким сніговим покривом, тривалістю від 1 місяця на півдні, до 7-9 місяців на півночі.
Річна сума атмосферних опадів в цілому зменшується з заходу на схід. У приатлантичних районах і на навітряних схилах гір вона становить 1000—2000 мм (на окремих станціях приморських районів Балкан перевищує 4000 мм). У Східній Європі, особливо на південному сході і півдні, сума опадів знижується до 500—300 мм на рік, а в Прикаспії до 200 мм і менше, 300—400 мм випадає на більшій частині островів Арктики і на південному узбережжі Баренцового моря. У річному ході опадів у Середземномор'ї і на Південному березі Криму виявляються чітко виражені максимуми в зимову половину року і мінімуми в літню. У приатлантичних районах Середньої і Північної Європи опади розподілені по сезонах досить рівномірно, але все-таки мають деякий максимум взимку: у внутрішньоматерикових районах максимальні опади припадають на літо. На більшій частині Європи річна сума опадів перевищує річну величину випаровуваності, тому зволоження виявляється достатнім або надлишковим.
У південних і південно-східних районах Східної Європи, а також у деяких міжгірних зниженнях Західної Європи опади не компенсують річну випаровуваність, тому недостатнє зволоження. У Середземномор'ї гостра нестача вологи влітку. У цих районах майже повсюдно виникає необхідність штучного зрошення.
В Європі представлені такі типи клімату: арктичний, субарктичний, помірний і субтропічний. В арктичному поясі, що охоплює острови європейського сектора Арктики, клімат суворий, із тривалою морозною зимою, частими штормами, буранами, коротким холодним літом (середня температура липня, як правило, не вище 5°С); опади випадають переважно у вигляді снігу, випаровуваність мала. У субарктичному поясі (Ісландія, Пн. Феноскандія і Східноєвропейської рівнини) літо триваліше і тепліше (до 10, 12 °С в липні), зима в західних районах м'яка, у східних — морозна; опадів близько 1000 мм на заході, 400 мм на сході: випаровуваність менша опадів. У помірному поясі (інші райони Європи, крім Середземномор'я і Південного берега Криму) виділяється холодніший, бореальний клімат північної частини поясу і тепліший, субореальний — у південній частині.
Крім того, на заході поясу клімат морський, з малою річною амплітудою температури, теплим на півдні і прохолодним на півночі літом, м'якою зимою без стійкого снігового покриву на рівнинах, великими опадами в усі сезони, особливо взимку, достатнім і надлишковим зволоженням. На сході клімат помірно континентальний, з морозною сніжною зимою (крім південних районів), прохолодним на півночі, теплим у центрі і спекотним на півдні літом, великою річною амплітудою температур; річна сума опадів більше випаровуваності на півночі, майже дорівнює їй у центрі і менше випаровуваності на півдні. У субтропічному поясі представлений середземноморський тип клімату з м'якою, теплою, але дощовою зимою (температура січня від 4 до 12 °С) з перемінною погодою і теплим літом.
На заході Піренейського, на Апеннінському, на заході і північному заході Балканського півостровів представлений морський різновид цього клімату (укорочений період літньої сухості, велика сума опадів), в інших районах цих півостровів і на Південному березі Криму — континентальний різновид.

## Внутрішні води
За величиною стоку води (близько 295 мм) Європа посідає друге місце серед частин світу після Південної Америки, але через менші розміри суші за обсягом стоку (близько 2850 км³ на рік) вона випереджає тільки Австралію та Антарктиду. Розподіл стоку на території Європи нерівномірний. Згідно зі ступенем зволоження стік зменшується з заходу на схід і з півночі на південь. Більша частина Європи належить до басейну Атлантичного океану і його морів, менша — до басейну Північного Льодовитого океану і басейну внутрішнього стоку — Каспійського моря.

### Річки
Великі річки зосереджені на рівнинах Східної Європи. Перше місце за довжиною (3530 км), площею басейну (1360 тис. км²) і середньою річною витратою (понад 8000 м3/сек) посідає Волга (основні притоки — Кама й Ока). Наступні за довжиною у Східній Європі: Урал, Дніпро, Дон, Печора, Дністер, Північна Двіна. У Західній Європі найбільшими є Дунай (довжина 2850 км, площа басейну 817 тис. км²), Рейн, Ельба, Вісла, Луара, Тахо, Одра. На рівнинах Східної Європи переважають річки зі спокійною течією, які мають широкі терасовані долини, снігове і частково дощове живлення; основний стік припадає на весну і початок літа, а на річках північної частини рівнин у зв'язку з пізнім таненням снігу максимум стоку зміщується до літа; взимку встановлюється крижаний покрив тривалістю від 1,5-3 місяців на півдні до 7-7,5 місяців на півночі. Спорудження великих водоймищ на Волзі, Дніпрі, Дону та інших річках привело до вирівнювання режиму їх стоку і збільшення транспортного значення.
У Феноскандії переважають короткі порожисті річки зі слабко розробленими долинами, які мають багато озероподібних розширень. У рівнинних районах тут живлення річок переважно снігове; максимальний стік — навесні, але внаслідок регулюючої ролі озер і великих басейнів водність велика також влітку і восени. У гірських районах Феноскандії річки мають велике падіння. Тривалість крижаного покриву на річках Феноскандії від 2-3 місяців у середній частині до 7-7,5 місяця на півночі. У рівнинних районах Середньої Європи живлення річок в основному дощове; річки не замерзають або мають короткий хитливий льодостав. На річках Франції, Британських островів, Бельгії, Нідерландів, ФРН стік рівномірний, з незначним збільшенням взимку і зниженням влітку. У більш східних рівнинах Середньої Європи до основного дощового живлення навесні приєднується снігове; максимум стоку зміщається на весну, а літня межень стає більш тривалою і низькою. У середньовисотних горах (Карпати й інші), вкритих взимку снігом, річки мають бурхливі весняні повені.
На річках високогірних районів Альп (верхні течії Рейну, Рони, лівих приток По, правих приток Дунаю) до снігового і дощового живлення приєднується льодовикове; у літні місяці характерні високі повені, взимку стік дуже малий або зовсім відсутній. Середземноморським річкам властиві значні підйоми рівня води восени і взимку (місцями взимку і навесні) і низька межень влітку, коли невеликі річки дуже міліють або пересихають. На деяких річках зимові витрати у кілька десятків разів перевищують літні. У карстових районах Середземномор'я велику роль у живленні річок відіграють ґрунтові води, тому стік у них більш врегульований; деякі річки тут мають ділянки підземної течії.

### Озера
Розподіл озер по території Європи дуже нерівномірний. Найчисленніші скупчення озер на рівнинах і в горах, що зазнавали плейстоценового заледеніння. Велика частина озер цих районів належить до тектонічних знижень (улоговини, грабени тощо), що облямовані льодовиками і частково підгачені їх наносами; вони характеризуються сильно порізаною береговою лінією, значною глибиною, витягнутою по поздовжній осі тектонічних знижень або у напрямку руху льодовиків формою. До цього типу належать рівнинні озера (Ладозьке, Онезьке, Венерн, Веттерн, Меларен, Імандра), а також озера передгір'їв (Женевське, Лаго-Маджоре, Комо, Гарда й ін.). На морених рівнинах поширені відносно невеликі озера міжморених знижень або розташовані у стародавніх балках стоку льодовикових вод (особливо на рівнинах Прибалтики, Польщі, ФРН, Фінляндії). В Альпах, горах Скандинавії і Британських островів, у найвищих районах Карпат, на півночі Уралу є невеликі «альпійські» озера в карових поглибленнях.
За межами льодовикових районів значних скупчень озер немає. Найтиповіші: озера-стариці у заплавах рівнинних річок; дельтові — у низов'ях Волги, Дніпра, Дунаю, По; лагунові — по узбережжю Чорного й Азовського морів; тектонічні — Шкодер (Скадарське), Охридське на Балканському півострові, Балатон в Угорщині й ін.; вулканічні — на Апеннінському півострові та в Ісландії; карстові — на сході Східно-Європейської рівнини, на Балканському й Апеннінському півостровах. Більшість озер Європи належить до прісних проточних водойм. В аридних південно-східних районах є безстічні солонуваті і сильно мінералізовані озера (Ельтон, Баскунчак); тут на кордоні з Азією знаходиться найбільше озеро світу — Каспійське море. Європа володіє значними гідроенергетичними ресурсами. Досить багаті на них гірські райони Скандинавії, Альпи, середньогір'я Середньої Європи. Потужні ГЕС споруджені на великих річках Східної Європи на Волзі, Камі, Дніпрі.
Велике значення для економіки країн Європи має транспортне і лісосплавне використання річок і створення каналів, що з'єднали басейни багатьох річок як у Східній, так і в Західній Європі, а також річки з морями (Біломорсько-Балтійський канал, Волго-Донський судноплавний канал, Волго-Балтійський, система каналів Гета у Швеції, Середньонімецький та ін. канали у ФРН, Південний канал у Франції та інші). Волга, Дніпро, Дунай, Вісла, Рейн, Темза, Сена, Одра та інші річки перетворені у великі транспортні артерії з напруженими транспортними і пасажирськими перевезеннями. Велика роль озер у водопостачанні. Узбережжя багатьох озер використовуються для відпочинку і лікування. В озерах Ельтон, Баскунчак — родовища мінеральних солей.

## Льодовики
Загальна площа сучасних льодовиків Європи перевищує 116 тис. км². Найбільші скупчення льодовиків знаходяться на Шпіцбергені (58 тис. км²), Новій Землі, Землі Франца-Йосипа, в Ісландії і в Скандинавських горах, де переважають льодовики типу куполів і щитів, є також карові і передгірні льодовики. Потужність льоду нерідко становить 400—600 м, сягаючи в окремих випадках 1000 м. Деякі льодовики островів Арктики спускаються до моря і дають початок айсбергам. У материковій частині Європи льодовики є також в Альпах, на півночі Уралу, у Піренеях, у горах Сьєрра-Невада (де розташований найбільш південний у Європі льодовик). Тут представлені головним чином карові і долинні льодовики.

## Ґрунти
Розподіл різних типів ґрунтів у Європі в цілому має зональний характер. Виділяються 4 пояси ґрунтоутворення: арктичний (полярний), бореальний, суббореальний, субтропічний. Найбільші площі займають ґрунти бореального і суббореального поясів. За структурою ґрунтової зональності і типами ґрунтів райони з вологим океанічним кліматом Західної Європи відрізняються від районів з континентальним кліматом Східної Європи. В арктичному поясі формуються арктичні і тундрові ґрунти. Перші представлені на Шпіцбергені, Землі Франца-Йосипа, на півночі Нової Землі, є дуже малопотужними ґрунтами зі слабкою диференціацією генетичних ґрунтових горизонтів. Тундрові ґрунти поширені на півночі Феноскандії, на півдні Нової Землі, на Східноєвропейській рівнині на північ від Північного полярного кола. Це найчастіше перезволожені ґрунти зі слабкою аерацією, дуже повільним розкладанням органічних залишків, переважно кислою реакцією, малопотужним гумусовим горизонтом, що переходить у глейовий горизонт сизого кольору.
У знижених слабко дренованих місцях (особливо у басейні нижньої течії р. Печора) тундрові ґрунти сполучаються з тундровими болотними ґрунтами. Бореальний пояс охоплює Ісландію, велику частину Феноскандії, Британських островів, Середньоєвропейської рівнини і Східної Європи на північ від лінії Львів — Київ — Курськ — Перм — Свердловськ.
У районах з континентальним кліматом у цьому поясі послідовно змінюють одне одного: глейово-підзолисті ґрунти північної тайги, для яких у зв'язку з перезволоженням поверхні поряд з підзолоутворенням характерні процеси повільного розкладання органічних залишків; типові підзолисті ґрунти середньої частини тайги з добре вираженим промивним режимом, що приводить до виносу з верхніх шарів значної частини продуктів розпаду; дерново-підзолисті ґрунти південної частини тайги і крислато-хвойних лісів, у яких поряд з підзолоутворювальним процесом розвинуте нагромадження гумусу; на самому півдні бореального поясу в Східній Європі під широколистяними лісами поширені сірі лісові ґрунти з активним дерновим процесом, добре вираженим гумусовим шаром і значним вмістом гумусу (від 3 до 8 %).
У районах бореального поясу з океанічним кліматом представлені: дерново-торф'янисті ґрунти під субарктичними лугами і рідколіссями Ісландії, північно-західної Скандинавії, Фарерських і Гебридських островів, що відрізняються високим вмістом грубого гумусу; сильно вилуджені дерново-палево-підзолисті ґрунти на півдні Скандинавії і Фінляндії, на півночі Великої Британії, на Середньоєвропейській рівнині, що чергуються місцями з лісовими кислими неопідзолистими ґрунтами, що формуються на багатших материнських породах. З інтразональних ґрунтів для бореального поясу характерні: алювіальні (у тому числі маршові ґрунти плоского узбережжя); дерново-карбонатні (рендзини), що відносяться до багатих на карбонати материнських порід; дерново-глейові, що розвиваються на слабко розчленованих рівнинах під лугами тайгової зони при неглибокому заляганні ґрунтових вод; торф'яно-болотні ґрунти верещатників на пісках при слабкому дренажі і близькому до поверхні заляганні глин.
У гірських районах поясу розвинуті гірсько-тундрові ґрунти, на Уралі також гірські дерново-підзолисті і гірські сірі лісові, у Шотландії і середньогір'ях Скандинавії — гірські підзолисті. У суббореальному поясі розходження у зональній структурі ґрунтового покриву між океанічними і помірно континентальними районами ще більше збільшуються. У помірно континентальних районах під степами на лісових материнських породах сформувалися чорноземи і каштанові ґрунти.
У лісостепі і на півночі степи представлені опідзоленими, вилудженими і типовими чорноземами, що відрізняються потужним інтенсивно чорним гумусовим шаром, високим вмістом гумусу (8 % і більше), наявністю карбонатного ілювіального шару; у більш сухих степових районах — мало- і середньогумусні звичайні і південні чорноземи (вміст гумусу 4-8 %) із щільним і високо карбонатним шаром; у Молдові і суміжних районах Румунії, на сході Приазовської низовини і на рівнинах Криму на мергелях і вапняках — звичайні і південні міцелярно-карбонатні мало- і середньогумусні ґрунти з високим вмістом карбонатів по всьому профілю; у найсухіших степах південної України, Нижнього Поволжя, Прикаспію. У результаті значної розчленованості поверхні і літологічної строкатості бурі лісові ґрунти мають різний ступінь лужності й опідзоленості, нерідко чергуються з підзолистими, дерново-карбонатними ґрунтами і бурими рендзинами.
У міжгірних рівнинах з їх більш континентальним кліматом бурі лісові ґрунти заміщаються переважно малопотужними типовими і звичайними чорноземами і лужно-чорноземними ґрунтами, основні ареали яких припадають на Придунайські рівнини; тут же, у зниженнях, зустрічаються солончаки і солонці. На більшій частині середньовисотних гір розвинуті гірські бурі лісові ґрунти; у Карпатах, Піренеях і Альпах, крім того, виражені гірські підзолисті (на висоті 1000—1600 м), що змінюються вище гірсько-луговими ґрунтами. У поясі субтропічного ґрунтоутворення південної Європи і Південного берега Криму типові коричневі ґрунти вічнозелених ксерофітних лісів і чагарників зі значним змістом гумусу (4-7 %), великою карбонатністю по всьому профілю. У вологих районах ці ґрунти вилуджені, карбонати в них вимиті на велику глибину.
На заході Балканського півострова, на південному сході Апеннінського півострова та в інших районах поширення «терра росса» (продуктів вивітрювання карбонатних порід) утворюються сильно карбонатні червоні рендзини. У найсухіших районах Середземномор'я у чагарникових формаціях представлені сіро-коричневі ґрунти. На міжгірних рівнинах Балканського півострова на продуктах вивітрювання основних кристалічних порід розвинуті дуже щільні, малогумусні ґрунти смольники, пофарбовані у чорний колір нерозчинними формами органічних речовин. У горах Середземномор'я — гірські коричневі ґрунти, що змінюються з висотою гірськими бурими лісовими. Ґрунти Європи використовуються у землеробстві. Найбільшою розораністю відрізняються райони чорноземних, бурих і сірих лісових, а також коричневих ґрунтів. Дуже слабо в землеробстві використовуються тундрові, бурі напівпустельні, зовсім не використовуються арктичні ґрунти.

## Рослинність
За флористичним складом рослинність Європи належить до Голарктики. Завдяки стародавнім і сучасним материковим зв'язкам у флорі Європи є велика кількість родин, родів і видів, спільних з Азією, Африкою і Північною Америкою, і відносно невелика кількість ендеміків. На території Європи представлені такі типи рослинності: тундровий, тайговий, неморальний, що включає широколистяні і хвойно-широколистяні ліси і пов'язані з ними чагарникові і трав'яні угруповання; степовий, пустельний, субтропічний чагарниково-деревний. Найпоширеніші лісові типи рослинності, найменш — тундровий і пустельний. В арктичних, субарктичних і тайгових широтах розходження у зональних типах рослинності між районами з океанічним і помірно континентальним кліматом виражені слабко.
У нижчих широтах вони виявляються чітко: в океанічних районах на південь від тайгових лісів представлені змішані хвойно-широколистяні ліси і широка смуга широколистяних лісів, які в субтропіках змінюються ксерофільними вічнозеленими і змішаними вічнозелено-листопадними лісами і чагарниками; а в помірно континентальних районах на південь від тайги простягаються вузькі смуги крислато-хвойних і широколистяних лісів, що змінюються в міру просування на південь та південний схід лісостепами, степами, напівпустелями і пустелями (на Південному березі Криму є елементи субтропічної рослинності). На території Європи природні ландшафти майже відсутні, вони замінені культурними ландшафтами. Найменших змін зазнали ландшафти і фауна тундри і гір. Знищення лісів почалося у Греції ще в V ст. до н. е., згодом набуло широкого розмаху в інших районах Південної і Середньої Європи. Систематичне знищення лісового покриву, що спричиняло порушення цілісності природних біотопів, призводило й до інших наслідків, згубних для природної фауни і флори. Арктичні тундри і пустелі поширені на Шпіцбергені, Землі Франца-Йосипа, Новій Землі. Рослинність представлена лишайниками і мохами, деякими видами трав (ломикаменю, герані та ін.) і чагарників (дріада, полярна верба й ін.). Значні площі складають не вкриті рослинністю кам'янисті поверхні — арктичних пустель. Типові тундри, розвинуті на північному материковому узбережжі і по берегах Нової Землі, мають велику видову насиченість і більш зімкнутий покрив. Виділяються: мохово-лишайникові тундри з домінуванням бурих і зелених мохів, ягелю та інших лишайників, з часткою деяких трав (крупка, вівсяниця, маки, ломикамені), чагарників (водяника, багна) і низькорослих чагарників (карликова береза, полярна і круглолистяна верба). У перезволожених зниженнях поверхні серед типових тундр украплені болота (переважно низинні). У горах Ісландії, Скандинавії, на Уралі поширені гірські тундри, що утворюють пояс рослинності на висоті більше 300—500 м на півночі і 1000—1100 м на півдні.
Тундрова рослинність на півдні змінюється лісотундрою, для якої характерне сполучення тундр, боліт і низьких рідкостійних лісів переважно з ялини у східних районах і берези і сосни — у західних. У цих лісах добре розвинуті мохово-лишайниковий і чагарниковий яруси (брусниця, чорниця, мучниця, водяника). У горах подібні ліси утворюють пояс рослинності на висоті від 300—400 м на півночі до 900—1000 м на півдні. В Ісландії березові рідколісся сполучаються з лугами і низинними болотами. Тундрова рослинність місцями використовується для випасу оленів. Тайгова рослинність утворює широку смугу, що простягається на південь приблизно до 57-58° сх. ш. Домінують хвойні ліси з перевагою на сході ялиці сибірської і модрини сибірської (у Передураллі і в північних районах зони аж до Скандинавії — сибірської кедрової сосни), на заході — ялини європейської і сосни звичайної. У вологих районах у надґрунтовому покриві цих лісів переважають мохи, чорниця, брусниця, вереск, кислиця, у сухих — лишайники.
Крім хвойних, нерідкі березняки й осичняки, що найчастіше з'являються на місці пожеж і вирубок; біля північних меж тайгових лісів у Феноскандії є і корінні березові ліси. З інших типів рослинності в тайговій зоні поширені заплавні і суходільні луги, верхівкові сфагнові болота з багном, морошкою, журавлиною, чорницею, трав'яні лісові болота. У Скандинавських горах і на Уралі тайгові ліси утворюють нижній пояс гірської рослинності.
Тайга — найбагатша на рослинні ресурси; тайгові ліси дають деревину, що використовується у целюлозно-паперовій, хімічній і будівельній промисловості; у тайгових лісах ведуться промисли з метою видобутку хутра (білка, куниця, горностай, лисиця, заєць-біляк та інші), м'яса диких звірів і птахів (лось, рябчик, тетерев, глухар та інші), збирання плодів дикоростучих рослин (брусниця, чорниця, смородина, горобина, черемшина) і грибів; лугова рослинність тайги використовується для випасу головним чином великої рогатої худоби. Змішані крислато-хвойні ліси розташовані на південь від тайги, простягаються з півдня Скандинавії до Уралу; найбільшої ширини сягають у Прибалтиці, Білорусі і на заході України; на схід від м. Нижній Новгород смуга лісів сильно звужується. Ліси складаються як з тайгових, так і з широколистяних видів дерев (дуб, клен, липа). На піщаних ґрунтах великі масиви утворюють соснові ліси.
Значну площу займає рослинність широколистяних лісів, що охоплює всю територію (крім гір) Західної Європи від тайги і змішаних лісів на півночі до субтропіків на півдні (приблизно до 40° сх. ш.); на схід від Карпат смуга широколистяних лісів сильно звужується, майже виклинюючи у Передураллі, де південна їхня межа проходить на широті 53-54° сх. ш. Найпоширеніший у цих лісах дуб. У районах з океанічним кліматом черешковий, скельний (на сході доходить до р. Південний Буг) та інші види дуба утворюють або чисті насадження, або змішані з березою (Британські острови, Бельгія, Нідерланди), грабом звичайним, липою, буком європейським (переважно у Західній Європі). Чисті букові ліси відносяться до схилів пагорбів і нижнього поясу гір, де відносно тепла зима сполучається з високою вологістю повітря, але відсутнє перезволоження ґрунту. У південних районах, головним чином Франції, характерні ліси з каштана посівного (їстівного).
У підліску широколистяних лісів приатлантичних районів є вічнозелені види (падуб, самшит, характерна ліана — плющ).
На убогих піщаних і щебенистих ґрунтах поширені верещатники, трав'яні і трав'яно-мохові болота, а на узбережжі Північного моря — засолені луги маршів. У міжгірних рівнинах (Чехія, Середньодунайська рівнина) ліси сильно остепнені, зустрічаються острови лугових степів. У районах помірно континентального клімату Східної Європи каштанові і букові ліси відсутні (крім гірських лісів Криму з буком східним). Крім дуба черешкового, тут звичайно ростуть липа, клен, ясен, в'яз, а в чагарниковому ярусі — ліщина, бересклети, жимолость. У горах рослинність у нижньому поясі представлена гірськими широколистяними і хвойними лісами, що піднімаються до висоти 1600—2100 м, вище — поясом субальпійських чагарників і лугів, що у найвищих горах змінюється альпійським луговим поясом. На великих площах лісова рослинність зведена для збільшення орних земель, розширення садів, а в південних районах і виноградників.
При лісовідновлювальних роботах нерідко широколистяні (особливо бук) замінюються хвойними (сосна, ялина) або швидкоростучими листяними (тополя) породами. Луки субальпійського та альпійського поясів широко використовуються як літні пасовища. У помірно континентальних районах Європи на південь від широколистяних лісів простягаються лісостепи, у яких широколистяні ліси (переважно на вододілах) сполучаються з луговими степами, де багато вологолюбного різнотрав'я (перстачу, таволги, хрестовика, вітрогонки, шавлії, горицвіту). Ще далі на південь розвинуті типові степи з переважанням дернинно-злакових (українська і вузьколистяна ковила, ковила Лессінга, типчак). У найсухіших місцях південних типових степів на півдні України, у північному Криму, у Нижньому Поволжі представлені сухі (південні) степи з рідким покривом з ополонок, ковили, тирси, типчака, пирію. На крайньому південному сході Європи дуже розріджена рослинність полинових і солонцевих (сведа, біюргун) напівпустель і пустель.
Степова рослинність майже повністю знищена в результаті оранки чорноземних і каштанових ґрунтів, використовуваних для вирощування пшениці, кукурудзи, цукрового буряка, соняшника та інших культур. Природна рослинність збереглася майже виключно в заповідниках. Рослинність зон напівпустель і пустель використовується як пасовища, головним чином для овець. На рівнинах і в нижньому поясі гір субтропічних районів Європи поширені ксерофільні вічнозелені ліси і чагарники, пристосовані до перенесення сухого літнього періоду. Провідну роль у лісах відіграють кам'яний, кермесовий і корковий дуби, алепська, приморська й італійська сосни. Ліси світлі, з багатим чагарниковим підліском і трав'яним покривом, що майже повністю вигоряє влітку.
Найпоширеніші такі чагарникові формації: маквіс, що складається з суничного дерева, філиреї, мирта, ладанника, фісташки, благородного лавра, що здичавів, маслини: пальмітос — з єдиної в Європі дикоростучої пальми хамеропс; гарига з переважанням чагарникового кермесового дуба; томіллари — розріджені зарості сухих внутрішніх районів Піренейського півострова з тим'яну, лаванди й інших багатих на ефірні олії рослин. У гірських районах Середземномор'я вище поясу вічнозелених лісів і чагарників (з 300—400 м на півночі і 800—1000 м на півдні) виражений пояс листопадних широколистяних (дуб, бук, каштан) і хвойних лісів (ялина, ялиця, сосна, атлантичний кедр), над яким у найбільш високих горах представлений вузький пояс субальпійської і альпійської рослинності.
Велика частина лісів і чагарників Середземномор'я зведена людиною або знищена частими тут пожежами. На їх місці ростуть пшениця, кукурудза, плантації цитрусових, маслинового дерева, коркового дуба, виноградники, сади, парки; на південному сході Піренейського півострова єдині в Європі плантації фінікової пальми. У зв'язку з випасом (кози, вівці) сильно змінилася і рослинність гір.

## Тваринний світ
У розподілі комплексів тварин виявляється велика залежність від розміщення основних типів рослинності, у зв'язку з чим тваринному світу також властива географічна зональність. Однак ступінь її виразності менший, ніж у рослинності, оскільки одні й ті самі комплекси тварин можуть бути присвячені до різних, але екологічно близьких типів рослинного покриву. У результаті того, що процеси зміни біотопів у Європі відбувалися відносно повільно, багато видів тварин поступово пристосувалися до нових, змінених людиною умов існування і знаходили притулок у слабо освоєних районах.

### Тайга і тундра
Для тундр у зв'язку з одноманітністю місцеперебування, бідним рослинним кормом і суворим кліматом характерна мала видова насиченість тваринного світу. Переважають дрібні гризуни: норвезький, обський і копитний лемінги, полівка Мідендорфа; характерні північні олень, песець, вовк, тюлені (звичайна нерпа, морський заєць).
З птахів — тундрова куріпка, біла сова, по берегах морів — чайки, баклани, гусаки, тупики, гаги, кайри, чистики, які нерідко утворюють багатотисячні гнізда — пташині базари і пташині острови (Нова Земля). На Шпіцбергені акліматизований мускусний вівцебик, завезений з Гренландії.
У тайзі в зв'язку з великою розмаїтістю місцеперебувань і кормових ресурсів видовий склад тварин багатший. Із ссавців характерні: лісові полівки, бурундук (на сході), лісовий лемінг, летяга (переважно на сході), вивірка, заєць білий, соболь, росомаха, горностай, ласка, бурий ведмідь, вовк, лисиця, лось; із птахів — глухарі, рябчики, кедрівки, неяситі, синиці, клести, снігурі, омелюхи, яструби. Багато комах.

### Смуга широколистяних лісів і лісостепу
На південь від 60° сх. ш. на заході і 55° сх. ш. на сході зникають деякі характерні тайгові тварини, заміщуючись тваринами широколистяних і змішаних лісів (особливо в Західній Європі).
Із ссавців тут характерні: норка, чорний тхір, кіт лісовий, соні, шляхетний олень, сарна, кабан, кажани, їжак, а з тайгових — бурий ведмідь, лисиця, вовк, куна лісова, борсук, лось, вивірка та інші; у лісах Біловезької Пущі у Білорусі і Польщі, а також у Приоксько-Террасному і Хоперському заповідниках у Прикарпатті твариною, що охороняється, є зубр.
Серед пернатих зменшується кількість водоплавних; у широколистяних лісах живуть зелений і середній дятли, вальдшнеп, зозуля, сойка, зяблик, західний соловейко, тетерев, сови, голуби, вивільга, дрозди, синиці; у деяких країнах Західної Європи поширився акліматизований тут фазан. Більше, ніж у тайзі, земноводних (у тому числі єдина з деревних жаб — райка).
Знищення лісів і поява відкритих просторів сприяли проникненню в цю зону ряду степових тварин: звичайного хом'яка, звичайної полівки, дрохв, сірої куріпки, перепілок. Кількість лісових тварин значно скоротилася. Найбільше з тварин постраждали великі ссавці, екологічні потреби яких виявилися несумісними з перетворенням біотопів. У Західній Європі у першій половині XVII ст. зник останній тур (бик первісний), на Балканському півострові перестали водитися леви, скоротилися місцеперебування вовка. З птахів зник європейський ібіс, різко скоротилася кількість орлів.

### Степи і напівпустелі
Тваринний світ степових і напівпустельних районів Східної Європи характеризується поширенням гризунів (рудий і малий ховрахи, зайці, звичайний хом'як, бабак, великий тушкан, сліпак, щурі, полівки). З інших ссавців звичайні: заєць сірий, тхір степовий, лисиця; з водоймами пов'язане життя щура водяного, видри; у напівпустелях Прикаспію — сайга, лисиця-корсак, ховрах малий, піщанки.
З птахів велику групу складають хижі: луні, боривітри, орел-могильник; звичайні жайворонки, перепел, сіра куріпка; характерні дрохва, стрепет. У плавнях низовин великих річок, особливо Волги, численні нирки, качки, чаплі, баклани, кулики. Незважаючи на оранку степів, багато тварин, особливо гризунів, і птахів, збереглося, маючи достатньо корму і місць укриття у полях культурної рослинності.

### Середземномор'я
У фауні Середземномор'я при відносно малій видовій насиченості лісовими тваринами характерні гірські форми тварин, більше, ніж у більшості північних районів, представлені плазуни і земноводні. Серед ссавців тут мешкають: звичайний і альпійський козли, козиця, муфлон; на заході — хохуля піренейська, генета, на Гібралтарі — єдиний у Європі представник мавп — магот, або макака лісовий (з родини мавпові); на сході — їжатець, шакал.
Серед птахів зустрічаються: ягнятник, піренейський і кам'яний горобці, гірська галка, блакитна сорока, серпокрильці, ластівки, славки, стінолаз; із плазунів — ящірки, гекони, жовтопуз, гадюки, вужі, полози, черепахи; із земноводних — жаби, саламандра, тритони, протей. Велика кількість комах: цикади, метелики, москіти та інші.

## Список природних об'єктів Світової спадщини ЮНЕСКО в Європі
У списку об'єктів Світової спадщини ЮНЕСКО в Європі станом на 2023 рік налічується 48 природних об'єктів (з 502 об'єктів). 31 об'єкт з них визнані природним феноменом виняткової краси та естетичної важливості (критерій vii) і ще 9 об'єктів включені за змішаними критеріями. 4 об'єкти зі списку перебувають під загрозою.